# Noisette
Noisette – koncertowy album grupy Soft Machine nagrany w styczniu 1970 r. i wydany w 2000 r.

## Historia i charakter albumu[2]
Nagranie to pochodzi z taśm nagranych przez fanatyka elektroniki Boba Woolforda (zobacz: Middle Earth Masters) na zrobionym przez niego magnetofonie. Gdy taśma dobiegała końca Woolford musiał ją ściągnąć z magnetofonu i załadować nową taśmę. Ponieważ zespół kontynuował koncert bez zważania na to czy taśma się już skończyła, czy nie, powstały oczywiste luki w nagraniach. Aby więc koncert ten wydać na CD postanowiono brakujące fragmenty uzupełnić z koncertu nagranego 10 stycznia 1970 r. na University College w Londynie.
Soft Machine byli ekstremalnie głośno grającym zespołem, który wtedy nie posiadał odpowiedniej jakości sprzętu, więc wszystkie nagrania posiadają zniekształcenia dźwięku.
Do momentu wydania tego albumu w 2000 r. praktycznie jedynym zapisem tego krótko istniejącego kwintetu był nagrania umieszczone na albumie Facelift. Chociaż ten kwintet może być uważany za grupę przejściową, to jednak miał on swoją osobowość, głównie dzięki saksofoniście Lynowi Dobsonowi, który grał z takimi zespołami i muzykami jak Manfred Mann, Alan Price i Georgie Fame. Grał zarówno – zależnie od zapotrzebowania na jego grę – w zespołach jazzowych jak i rockowych. Był saksofonistą, flecistą i wokalistą w linii Rolanda Kirka.
Jego wpływ na zespół był tak mocny, że album Third nagrany w kwartecie już bez niego, jest spadkobiercą brzmienia kwintetu, gdyż Elton Dean zdublował partie saksofonowe, aby uzyskać efekty dwóch grających saksofonistów.

## Muzycy
- Mike Ratledge – organy, elektryczne pianino
- Hugh Hopper – gitara basowa
- Robert Wyatt – perkusja, śpiew
- Elton Dean – saksofon altowy, saxello
- Lyn Dobson – saksofon sopranowy, flet, śpiew

## Lista utworów
| 1.  | "Eamonn Andrews" (Ratledge)                            | 12:15   |
|     |                                                        |         |
| 2.  | "Mousetrap" (Hopper)                                   | 5:24    |
|     |                                                        |         |
| 3.  | "Noisette" (Hooper)                                    | 0:34    |
|     |                                                        |         |
| 4.  | "Backwards" (Ratledge)                                 | 4:48    |
|     |                                                        |         |
| 5.  | "Mousetrap" [reprise] (Hopper)                         | 0:26    |
|     |                                                        |         |
| 6.  | "Hibou, Anemone and Bear" (Ratledge/Wyatt) (fragmenty) | 8:50    |
|     |                                                        |         |
| 7.  | "Moon in June" (Wyatt)                                 | 6:55    |
|     |                                                        |         |
| 8.  | "12/8 Theme" (Hopper)                                  | 11:25   |
|     |                                                        |         |
| 9.  | "Esther's Nose Job" (Ratledge)                         | 14:30   |
|     |                                                        |         |
| 10. | "We Did It Again" (Ayers)                              | 7:15    |
|     |                                                        |         |
|     |                                                        | 1:12:22 |
|     |                                                        |         |

## Opis płyty
- Oryginalne nagranie koncertu – Bob Woolford
- Miejsce i data nagrania – 4 stycznia 1970, "Croydon's Fairfield Hall", Londyn, Anglia;
- Inżynier – Bob Woolford
- Koordynacja wydania – Steven Feigenbaum
- Fotografie kwartetu – Mark Ellidge[3]
- Projekt okładki, naklejki itd. – Bill Ellsworth
- Firma nagraniowa – Cuneiform Records
- Numer katalogowy CD – RUNE 130
- Data wydania – 2000
- © Soft Machine